# Батукаев, Гарун Махмудович
Гару́н Махму́дович Батука́ев (23 сентября 1914 года, Старая Сунжа, Терская область — 1999, Троицкая, Ингушетия) — первый чеченский режиссёр, главный режиссёр Чечено-Ингушского драматического театра, создатель Русского областного драматического театра в городе Джамбул, народный артист Чечено-Ингушской АССР.

## Биография
Родился 23 сентября 1914 года в Старой Сунже в семье купца. Окончил курсы учителей начальных классов, после чего работал в селе Шали сельским учителем.
Батукаев создал в школе драматический кружок. Дети из этого кружка постоянно побеждали во всевозможных конкурсах. Самодеятельного режиссёра заметили и пригласили в Грозный руководить клубом «Пролетбат». Он сам писал тексты и сценарии мероприятий, сам ставил их на сцене. Клуб стал пользоваться популярностью.
Заметив потенциал Батукаева, городское руководство направило его на учёбу в Москву. В 1936 году окончил режиссёрский факультет Московского государственного института театрального искусства.

### Начало профессиональной карьеры
Вернувшись в Грозный, стал режиссёром Чеченского государственного драматического театра. Первая же его постановка — спектакль «Храбрый Кикила» — стала знаменательным событием в культурной жизни Чечено-Ингушетии. К работе над спектаклем были привлечены композитор Умар Димаев, поэт Арби Мамакаев, актёры Яраги Зубайраев, Абухаджи Туликов, Исмаил Ибрагимов, Асет Исаева, Мовжди Бадуев. Спектакль каждый раз проходил при полном аншлаге. Такого успеха чеченская сцена ещё не знала.
Вслед за спектаклем «Храбрый Кикила» был поставлен «Праздник колхозника» по одноимённой пьесе Нурдина Музаева. Музыку к спектаклю написал Умар Димаев, а стихи — Арби Мамакаев. Некоторые песни, написанные специально для спектакля, стали популярны в народе и зажили самостоятельной жизнью. Этот спектакль также пользовался большим успехом у зрителей.
В 1937 году один из основоположников чеченской литературы Саид Бадуев принёс в театр пьесу «Петимат». Накануне премьеры, когда спектакль был уже готов, Бадуев был арестован. Был наложен запрет на все его произведения. Поскольку произведения Бадуева составляли основу репертуара Чечено-Ингушского театра, то жизнь театра была почти полностью парализована.
Пришлось обновлять репертуар театра. К новому театральному сезону 1938 года были подготовлены спектакли «Асет» по одноимённой пьесе Нурдина Музаева, «Зайнап» по пьесе Билала Саидова, «Честь» грузинского драматурга Георгия Мдивани.
В 1939 году, к 125-летию М. Ю. Лермонтова, театр выбрал для постановки часть романа «Герой нашего времени» «Бэла». Батукаев очень тщательно готовил этот спектакль. К работе над ним были привлечены художник Э. Бернгард, композитор А. Александров. В этом спектакле сам Батукаев сыграл роль Азамата. Этот спектакль, как и предыдущие спектакли Батукаева, получил восторженные отзывы зрителей и критики.
Гарун Батукаев мечтал поставить спектакль об истории чеченского народа. Такой пьесы долго не было. Тогда он обратился за помощью к поэту Магомеду Гадаеву. После долгих раздумий была выбрана былина «Адин Сурхо». Но началась Великая Отечественная война.
Многие актёры ушли на фронт. Рвался на фронт и Батукаев, но руководство республики отказало ему в просьбе. Ему было поручено организовывать фронтовые концертные бригады. Тут и пригодился спектакль «Адин Сурхо». Этот спектакль стал важной частью программы, с которой артисты театра объездили все прифронтовые подмостки.

### Годы депортации
23 февраля 1944 года чеченцы и ингуши были депортированы. Батукаев со своей семьёй оказался в Джамбульской области Казахской ССР. Чтобы прокормить семью, ему пришлось устроиться шахтёром на одну из шахт Лениногорска.
Батукаев разыскал артистов Чечено-Ингушского театра и в конце 1946 года поставил в Лениногорске оперетту «Аршин мал алан» на чеченском языке по одноимённой пьесе азербайджанского драматурга Узейра Гаджибекова. Ввиду недостатка артистов, каждый артист исполнял по нескольку ролей, в том числе и женские. Зрители снова и снова приходили на спектакль.
По просьбе городского руководства, узнавшего об успехе постановки, пьеса была поставлена на русском языке. И эта постановка пользовалась таким же успехом.
Тогда Батукаева попросили поставить этот же спектакль на казахском языке с самодеятельными казахскими артистами. Батукаев исполнил и это пожелание, и снова спектакль пользовался ажиотажным успехом.
Восторженные отзывы о чеченском режиссёре дошли до областного руководства. Из Джамбула к нему приехала целая делегация. Батукаеву предложили создать областной театр русской драмы. Он долго не соглашался, так как создавать театр — дело долгое и хлопотное. А он надеялся побыстрее вернуться домой. Но, в конце концов, уступил настойчивости руководства.
В начале 1950-х годов был назначен главным режиссёром несуществующего ещё театра. Театр был создан. Батукаев работал так увлечённо и плодотворно, что после реабилитации репрессированных народов не смог сразу вернуться домой, так как в это время он работал над очередным спектаклем.

### После реабилитации
В 1958 году он, наконец, смог вернуться на родину. К тому времени Чечено-Ингушский театр поставил спектакль «Асланбек Шерипов» по одноимённой пьесе Халида Ошаева. Батукаев приступил к восстановлению спектаклей «Храбрый Кикила» и «Петимат». Кроме того, началась работа над новыми спектаклями «Волны Терека» по пьесе Магомеда Мусаева, «Ахмар-Хаджи» по одноимённой пьесе Халида Ошаева.
Чтобы не потерять зрителя и обойти идеологический прессинг партийных органов, он перешёл на сельскохозяйственную тематику. Так на сцене появился спектакль дагестанского драматурга Амира Курбанова «Свадьба Кайсара».
Кроме этого, были спектакли «Путь Султана», по одноимённой пьесе балкарского драматурга И. Баташова, «Самые дорогие», по одноимённой пьесе Нурдина Музаева и другие.
Была восстановлена комедия Нурдина Музаева и В. Вайнштейна «Мекхаш-Мирза», написанная ими ещё в довоенные годы.
Режиссёр спектакля Гарун Батукаев хорошо почувствовал стиль пьесы и проявил много творческой выдумки. Этим и объясняется, что зрители бурно реагируют на протяжении всего спектакля, часто прерывая его аплодисментами, громким смехом,
— писала газета «Грозненский рабочий» 1 апреля 1961 года.
Гарун Батукаев зачастую работал вместе с драматургом, доводя сырой драматургический материал до кондиции, делая из него добротную пьесу. Поэтому к нему шли драматурги, поэтому на годы жизни Батукаева приходится расцвет чеченской драматургии.
Таким был и спектакль «В одном ауле» по одноимённой пьесе М. Мусаева. Батукаев прямо на сцене во время репетиции дорабатывал с артистами каждую роль и каждую мизанцсцену.
С середины 1960-х до начала 1990-х годов работал в республиканском кукольном театре. В годы первой чеченской войны в результате боевых действий сгорел дом, в котором он жил. Когда началась вторая чеченская война, он переехал в Ингушетию в станицу Троицкая, где и скончался в октябре 1999 года. Похоронен там же.